# Dionizy Bielański
Dionizy Bielański (ur. 1 kwietnia 1939 w Staweczkach, zm. 16 lipca 1975 w Kútach) – polski instruktor lotnictwa, pilot Ludowego Wojska Polskiego, 16 lipca 1975 r. zestrzelony nad terytorium Czechosłowacji podczas próby ucieczki do Austrii.

## Życiorys
Dionizy Bielański urodził się w wołyńskiej wsi Staweczki, w rodzinie Szymona i Wacławy z Lewandowskich. Pracę zawodową zaczął jako ślusarz w 1955 r. w zakładach włókienniczych Celwiskoza w Jeleniej Górze. Po szkole średniej ukończonej w Szklarskiej Porębie wstąpił do wojskowej szkoły lotniczej w Dęblinie. Z lotnictwem związał się w 1968 r., kiedy podjął pracę w charakterze instruktora lotniczego w szkole szybowcowej na górze Żar. 1 kwietnia 1969 r. został zatrudniony w Aeroklubie Opolskim, gdzie kierował sekcją samolotu aeroklubu. Dzięki jego inicjatywie został we wrześniu 1969 r. zorganizowany I Opolski Rajd Pilotów i Dziennikarzy, który cyklicznie odbywał się w kolejnych latach. Od 1972 r. pracował w Zakładzie Usług Agrolotniczych (ZUA) w Gdańsku. W 1973 r. rozpoczął pracę w ZUA we Wrocławiu.
Do swojego ostatniego lotu Bielański wystartował cywilnym dwupłatowym samolotem An-2 z Gawłówka niedaleko Bochni. Gdy przelatywał nad granicą z Czechosłowacją, został dostrzeżony z lotniska wojskowego w Żylinie i niebawem wystartowały ku niemu czechosłowackie samoloty wojskowe: jeden myśliwiec bojowy MiG-21 i dwa samoloty szkolno-bojowe Aero L-29 Delfín. Czechosłowackie prawo nie pozwalało zestrzelić cywilnej maszyny, jednakże na rozkaz przełożonych, nie reagującego na wezwania o podporządkowanie i strzały ostrzegawcze Bielańskiego, o 15:56, 8 kilometrów od granicy Austrii, w okolicach zachodniosłowackiej miejscowości Kúty serią z karabinu zestrzelił pilot L-29, kpt. Vlastimil Navrátil.

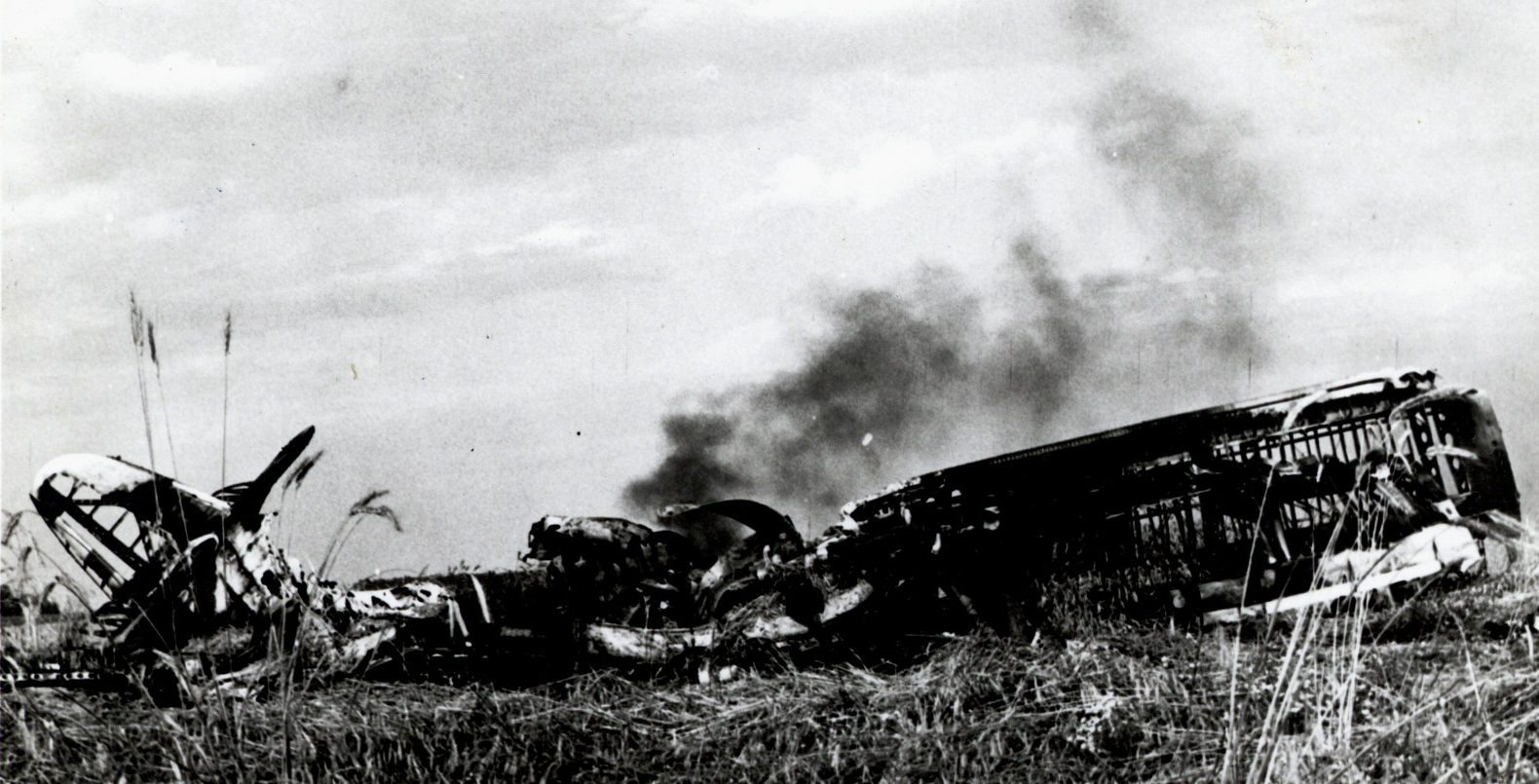
Wrak samolotu Dionizego Bielańskiego w miejscowości Kúty

Wydając rozkaz zestrzelenia Bielańskiego czechosłowaccy wojskowi powoływali się na to, że rozkaz zestrzelenia miał nadejść z polskiej strony, konkretnie od generała Wojciecha Jaruzelskiego. W lipcu 2009 Biuro Edukacji Publicznej IPN ujawniło notatkę SB wskazującą na to, że Jaruzelski wydał zgodę (nie rozkaz, którego nie miał prawa wydać w tej sytuacji) na zestrzelenie samolotu. Według tej samej notatki Bielański miał być w PRL oskarżany o przestępstwa gospodarcze.
Dr Łukasz Kamiński, szef IPN, odnalazł oryginalny i bardzo wiarygodny dokument świadczący o tym, że to Jaruzelski, wówczas pełniący funkcję ministra obrony narodowej, kazał zabić Bielańskiego. W tej sprawie w 2013 r. wszczęto śledztwo i wydano postanowienie o przedstawieniu generałowi zarzutu popełnienia zbrodni komunistycznej.
Dionizy Bielański miał żonę i dwie córki. Został pochowany na cmentarzu w Opolu Półwsi.

## W literaturze
W styczniu 2014 roku, w zbiorze Powietrze jest zimne ukazało się opowiadanie Aleksandra Sowy pt. „Kryptonim Ikar”. Utwór jest oparty na faktach i porusza temat ucieczki Bielańskiego.

## W filmie
Zestrzelony nad Czechosłowacją w reżyserii Jerzego Morawskiego z 2009 roku. W tym filmie Anna Bielańska-Pawliszyn próbuje wyjaśnić okoliczności śmierci ojca.